# جين فيربانكس
جين فيربانكس (بالإنجليزية: Gene Fairbanks)‏ هو لاعب اتحاد الرغبي أسترالي، ولد في 8 أغسطس 1982 في كوينزلاند في أستراليا.

## وصلات خارجية
- جين فيربانكس عل موقع إسبنسكروم (الإنجليزية)
- جين فيربانكس على موقع ItsRugby.co.uk (الإنجليزية)